# Modern Family (11.ª temporada)
A décima primeira e última temporada da série de televisão de comédia Modern Family foi encomendada pela American Broadcasting Company (ABC) em 5 de fevereiro de 2019, estreou em 25 de setembro de 2019 e foi finalizada em 8 de abril de 2020, contando com 18 episódios. A temporada foi produzida pela 20th Century Fox Television em associação com a Steven Levitan Productions e Picador Productions, com os criadores da série Christopher Lloyd e Steven Levitan como showrunners e produtores executivos. A temporada foi ao ar na temporada de transmissão de 2019-20 às noites de quarta-feira às 21h00, horário do leste dos EUA.
A décima primeira temporada estrela Ed O'Neill como Jay Pritchett, Sofía Vergara como Gloria Delgado-Pritchett, Julie Bowen como Claire Dunphy, Ty Burrell como Phil Dunphy, Jesse Tyler Ferguson como Mitchell Pritchett, Eric Stonestreet como Cameron Tucker, Sarah Hyland como Haley Dunphy, Ariel Winter como Alex Dunphy, Nolan Gould como Luke Dunphy, Rico Rodriguez como Manny Delgado, Aubrey Anderson-Emmons como Lily Tucker-Pritchett, Jeremy Maguire como Joe Pritchett e Reid Ewing como Dylan Marshall.
A temporada terminou com uma audiência média de de 7.10 milhões de telespectadores e ficou classificada em 48.º lugar na audiência total e classificada em 11.º no grupo demográfico de 18 a 49 anos. Nessa temporada, a série voltou a ser nomeada ao Primetime Emmy Award em uma das categoria da cerimônia principal depois de 2 anos fora. Recebeu as nomeações de "Melhor Direção em Série de Comédia", no Primetime Emmy Award, "Melhor Mixagem de Som para Série de Comédia ou Drama (meia hora) e Animação" pelo episódio "Finale: Part 1" e "Melhor Ator Convidado em Série de Comédia" pela participação de Fred Willard no Primetime Creative Arts Emmy Awards, mas não venceu em nenhuma das categorias.

## Elenco e personagens

### Principal
- Ed O'Neill como Jay Pritchett
- Sofía Vergara como Gloria Pritchett
- Julie Bowen como Claire Dunphy
- Ty Burrell como Phil Dunphy
- Jesse Tyler Ferguson como Mitchell Pritchett
- Eric Stonestreet como Cameron Tucker
- Sarah Hyland como Haley Dunphy
- Ariel Winter como Alex Dunphy
- Nolan Gould como Luke Dunphy
- Rico Rodriguez como Manny Delgado
- Aubrey Anderson-Emmons como Lily Tucker-Pritchett
- Jeremy Maguire como Joe Pritchett
- Reid Ewing como Dylan Marshall[5]

### Recorrente
- Marsha Kramer como Margaret[6]

### Participações
- Hillary Anne Matthews como Sherry Shaker[5]
- Kristen Li como Suzie
- Tara Strong como Bridget, a geladeira inteligente (voz)
- Gabrielle Ruiz como Anne[7]
- Amy Pietz como Janice[7]
- Molly Ephraim como Libby[7]
- Stephanie Beatriz como Sonia Ramirez[8]
- Christopher Gorham como Brad
- Matthew Wilkas como Paul
- Dominic Burgess como Nate[6]
- Rob Riggle como Gil Thorpe[6]
- Kevin Daniels como Longines[6]
- Sam Lloyd como Bobby[6]
- Daniela Bobadilla como Trish
- Jimmy Tatro como Bill[9]
- Andy Walken como Deadpool
- Alex Perez como garçom
- Mather Zickel como Scooter
- Rory O'Malley como Ptolemy
- Ed Begley Jr. como Jerry[10]
- Rachel Bay Jones como Farrah Marshall[10]
- Lauren Adams como Campbell[10]
- Jen Kirkman como Molly[10]
- Courteney Cox como ela mesma[11][12]
- David Beckham como ele mesmo[11][12]
- Stephen Merchant como Higgins[12]
- Snoop Dogg como ele mesmo (voz)
- Mark Saul como Mantel
- Michelle Campbell como mulher aeróbica
- Fred Willard como Frank Dunphy[13]
- Paula Marshall como Beverly
- Hayley Erin como Brenda Feldman
- Melissa Greenspan como Debra
- Benjamin Bratt como Javier Delgado[14]
- Josh Gad como Kenneth[14]
- Paul Dooley como Murray
- Edward Asner como Herschel
- Arnaud Binard como Guy
- Morgan Murphy como garçonete
- Chris Geere como Arvin Fennerman
- Wendie Malick como Miss Beckman
- Jon Daly como Doug
- Tom Fitzpatrick como Jim
- Elizabeth Banks como Sal
- Rusty Gatenby como Jim Alvarez

## Episódios
| 233 | 1        | "New Kids on the Block"  | Gail Mancuso         | Paul Corrigan & Brad Walsh                                                                                    | 25 de setembro de 2019  | BARG01 | 4.09 |
| Alex está fazendo pesquisas na Antártica para entender melhor o que acontece lá. Haley e Dylan tentam colocar seus gêmeos Poppy e George para dormir com a ajuda de Claire e Phil. Haley lê um livro sobre o que fazer em situações difíceis com seus bebês e tenta reforçar o que aprendeu com seus pais, mas Claire e Phil têm outra maneira de colocá-los para dormir. Jay, Gloria e Manny fazem um comercial de camas de cachorro para o negócio de camas de cachorro de Jay usando sua cadela Stella. Retratando a voz de Stella está a ex-namorada de Manny, Sherry. Como diretor, e seguindo o conselho de Gloria, Manny tenta reconquistar o amor de Sherry. Cameron diz a Mitchell que convidou seus alunos de teatro para "criar um vínculo" com eles. Na verdade, eles estavam lá para fazer Mitchell admitir que ele jogou fora a amada estátua de palhaço de Cam. |          |                          |                      | |                         |        |      |
| 234 | 2        | "Snapped"                | Michael Spiller      | Elaine Ko | 2 de outubro de 2019    | BARG02 | 4.32 |
| Cameron compra uma geladeira inteligente com voz chamada Bridget e tanto Mitchell quanto Cam formam, separadamente, um vínculo com a geladeira. Phil dá um curso sobre imóveis que Gloria frequenta; ela e sua colega rival, Libby, têm a oportunidade de ser estagiárias de Phil. Libby se envolve em um acidente de bicicleta e tem que ir ao hospital e Phil suspeita que Gloria bateu deliberadamente em Libby, mas o acidente de bicicleta foi na verdade causado pelo malabarismo de Phil no estacionamento da faculdade e Libby perdendo a concentração e colidindo com o carro estacionado de Gloria. Claire chama repórteres a sua casa para uma entrevista para uma revista e uma sessão de fotos e tenta tirar todos de casa fingindo estar doente, porque ela não quer que sua família seja incluída na entrevista. Alex retorna da Antártica e com Haley e Luke, descobre por que Claire estava mentindo sobre estar doente. |          |                          |                      | |                         |        |      |
| 235 | 3        | "Perfect Pairs"          | Iwona Sapienza       | Stephen Lloyd                                                                                                 | 9 de outubro de 2019    | BARG04 | 3.95 |
| Phil, Claire, Alex e Luke exploram os gêmeos de Haley em seu próprio benefício: Phil tem uma competição mágica e usa os gêmeos para causar uma impressão melhor do que no ano anterior; Claire usa os gêmeos para impressionar um cliente em potencial a fim de lhe vender um armário; e Luke usa os bebês para comprar vinho para uma menina. Mais tarde, Haley e Dylan descobrem o que aconteceu por causa da câmera em seu carrinho de bebê. Gloria, embora não ouça Jay e Manny, e sem consultar sua irmã Sonia, suspeita que o namorado e futuro marido de Sonia esteja com a intenção de roubá-la. Mitchell e Cameron alugaram seu apartamento vago para um casal gay impossivelmente perfeito. |          |                          |                      | |                         |        |      |
| 236 | 4        | "Pool Party"             | Abraham Higginbotham | Abraham Higginbotham & Jon Pollack                                                                            | 16 de outubro de 2019   | BARG03 | 4.21 |
| Mitchell e Cameron convencem Lily a ser ela mesma e usar um maiô em uma festa na piscina. Quando Lily começa a curtir a festa, Mitch e Cam se escondem porque estão envergonhados por seus físicos nada perfeitos. Mais tarde, eles se levantam e mostram a Lily que todos devem se orgulhar de si mesmos. Phil e Gloria tentam vender uma casa, mas alguém continua roubando a placa de "vende-se", então Gloria pega a coleira de rastreamento de Stella para encontrar o culpado. Jay fica irritado porque Gloria nunca está em casa por causa de seu trabalho, e quando ela está em casa, ela não o ouve de qualquer maneira, o que o deixa mais furioso. Claire tenta convencer Haley de que ela deve voltar ao trabalho. Ela também tenta convencer Alex de que deve aceitar uma oferta de emprego corporativa. Enquanto isso, Claire tem novos problemas no trabalho, testemunhados por Haley e Alex. |          |                          |                      | |                         |        |      |
| 237 | 5        | "The Last Halloween"     | Fred Savage          | Danny Zuker                                                                                                   | 30 de outubro de 2019   | BARG06 | 3.93 |
| É Halloween de novo, e Phil tenta assustar Claire porque ela diz que ele não é mais assustador. Ele a leva a um filme de terror, que o assusta em vez dela. Mais tarde, Phil assusta Claire com um plano de 11 meses em construção, criando uma guerra com Claire. Jay quer salvar uma barra de chocolate Fudgy Duddy rara quando Joe chega em casa com uma doçura ou travessura, mas Jay logo está à caça quando Manny acidentalmente dá a barra de chocolate para um doce ou travessura. Gloria está preocupada em envelhecer quando outras pessoas a identificam corretamente como a esposa de Jay. Alex e Luke vão jantar no mesmo restaurante com seus respectivos amantes Bill e Janice. No entanto, quando é revelado que Alex acidentalmente enviou fotos íntimas para o amigo de Bill, e que Luke uma vez pregou uma peça prejudicial na casa de Janice, os amantes abandonam os irmãos desapontados, que acabam jantando juntos. |          |                          |                      | |                         |        |      |
| 238 | 6        | "A Game of Chicken"      | Helena Lamb          | Vali Chandrasekaran                                                                                           | 6 de novembro de 2019   | BARG05 | 3.95 |
| Claire está estressada com o trabalho e não gosta mais do trabalho. Luke pede permissão aos pais para abandonar a faculdade para poder trabalhar em um aplicativo com seu novo parceiro de negócios, Scott. Phil apoia Luke até descobrir que Luke não foi até ele primeiro. Mais tarde, Claire deixa seu emprego e Phil e Claire concordam em apoiar a decisão de Luke. Enquanto isso, Gloria tenta batizar secretamente Poppy e George em casa para que eles sejam protegidos na vida após a morte. Jay acha que ela está errada e que os pais dos bebês devem decidir. Quando Haley e Dylan descobrem o plano de Gloria, eles decidem que vão pensar sobre isso e talvez fazer um batizado de igreja no futuro. Cameron incomoda Mitch quando ele pensa em aceitar um emprego de técnico de futebol universitário em seu estado natal, Missouri, sem primeiro consultar Mitch. Em um jogo de futebol com o recrutador da faculdade assistindo, Cam é distraído pelo mascote golfinho de seu time, que insiste em zombar dele, então Mitch tenta ajudar Cam. |          |                          |                      | |                         |        |      |
| 239 | 7        | "The Last Thanksgiving"  | Eric Dean Seaton     | Jeffrey Richman                                                                                               | 20 de novembro de 2019  | BARG10 | 3.95 |
| Haley quer preparar o jantar de Ação de Graças para seus pais como um gesto de gratidão e pede a ajuda de Alex e Luke. Alex pede a seu ex-namorado chef para ajudá-los a cozinhar, mas ele é muito rigoroso e mais tarde é expulso por Phil, então Claire acaba no comando novamente e agradece Haley por seus esforços. Jay, Phil e Dylan pilotam o avião de brinquedo de Jay, mas Phil fica com ciúmes quando Jay confia em Dylan com o avião. Mais tarde, Phil descobre que Jay propositalmente jogou o avião contra ele dez anos antes; ele, então, acidentalmente dirige o avião para si mesmo. Claire é enganada por Gloria para fazer suas tarefas domésticas, e depois diz a Jay que ela está inquieta desde que largou o emprego e sente falta de ser a chefe. Quando Cameron e Mitchell vão comprar comida para o Dia de Ação de Graças, eles dividem a lista de compras para economizar tempo, mas quando Mitch diz a Ronaldo que ele e Cam se "separaram", o mal-entendido se torna viral e para o espanto de Mitch, seus amigos simpatizam com Cam e não com dele.                                                                                             |          |                          |                      | |                         |        |      |
| 240 | 8        | "Tree's a Crowd"         | Julie Bowen          | Ryan Walls | 4 de dezembro de 2019   | BARG07 | 3.82 |
| A mãe de Dylan, Farrah, visita a casa de Phil e Claire para ver os gêmeos, mas Phil e Claire não querem que ela fique muito tempo. O padrasto de Claire, Jerry, também quer fazer uma visita, então Phil e Claire pensam que se Jerry e Farrah se encontrarem, eles podem sair juntos, mas quando Jerry descobre as cinzas/árvore de DeDe no quintal de Claire, ele fica emocionado. Manny está triste com o rompimento com Sherry, então Gloria pede a Luke para ir ao show de improvisação de Sherry para dar uma boa palavra sobre Manny, mas Luke depois diz a Gloria e Jay que ele beijou Sherry no show. Quando Luke confessa a Manny, Manny fica furioso e tenta atacá-lo. Jay acalma Manny e pede que Luke saia. Enquanto isso, Mitchell e Cameron são convidados a doar seu esperma para um casal de lésbicas que deseja constituir família, mas decidem que não irão doar; ao que parece, o casal já selecionou um doador diferente. |          |                          |                      | |                         |        |      |
| 241 | 9        | "The Last Christmas"     | Jeff Walker          | Abraham Higginbotham & Jon Pollack                                                                            | 11 de dezembro de 2019  | BARG09 | 4.27 |
| As famílias se reúnem para o jantar de Natal na casa de Mitchell e Cameron. Cam tem uma planta de lugares, mas por vários motivos ninguém quer se sentar em seu lugar designado: Gloria não quer se sentar ao lado de Phil porque ela foi entrevistada por outra imobiliária; Claire não quer sentar-se com o pai porque sabe que ele a convidará para trabalhar na empresa de sua cama para cachorro; Haley e Mitchell descobrem que Cam tem uma passagem oculta de primeira classe para o Missouri; O novo relacionamento de Luke com Sherry é exposto, causando mais conflito. Durante a refeição, a família não consegue parar de criticar uns aos outros, então Cam revela que pode ser o último Natal deles juntos, já que ele está fazendo uma entrevista de emprego em uma faculdade de fora do estado. Todos mencionam suas próprias possibilidades futuras, levando a desculpas e reconciliação. Mais tarde, eles posam de pijama combinando para uma foto de Natal em família. |          |                          |                      | |                         |        |      |
| 242 | 10       | "The Prescott"           | Elaine Ko            | Elaine Ko | 8 de janeiro de 2020    | BARG08 | 6.39 |
| O novo emprego de Alex a hospeda no opulento complexo residencial Prescott; as luxuosas amenidades interessam a sua família, que memoriza seu código de identidade de residente para depois entrar novamente nas instalações. Embora Alex explique que o Prescott tem uma política estrita de "proibição de hóspedes desacompanhados", cada membro da família usa o código de identificação para voltar sorrateiramente: Jay quer assistir sua cópia em Blu-ray de Lawrence da Arábia em sua sala de exibição de luxo; Gloria quer experimentar o toboágua; Claire quer visitar seu salão de beleza sofisticado; Phil quer provar seu slider de hambúrguer gourmet; Mitch e Cam querem conhecer celebridades; e Luke e Manny querem conhecer senhoras mais velhas em sua academia. Depois de várias desventuras, todas as partes se encontram nas banheiras de hidromassagem da cobertura. Seus atos furtivos são revelados a Alex quando ela recebe uma conta pesada por "suas" atividades. |          |                          |                      | |                         |        |      |
| 243 | 11       | "Legacy"                 | Jason Kemp           | Jack Burditt & Christopher Lloyd                                                                              | 15 de janeiro de 2020   | BARG12 | 3.84 |
| Phil visita seu pai Frank na Flórida depois de ouvir que ele foi encontrado vagando em seu antigo armazém, possivelmente sofrendo de demência; os dois têm um último grande dia juntos antes de Frank morrer de velhice. Jay convida Claire e Mitchell para recuperar pertences antigos da garagem, o que os faz se perguntar por que as férias de sua infância foram interrompidas (Jay precisava trabalhar horas extras para pagar seus funcionários). Jay usa Joe para ajudar a vender camas de cachorro, mas depois percebe que sua ideia de produto é um fracasso. Manny mais uma vez tenta impressionar a garota no shopping que ele queria há dez anos, mas é interrompido antes de fazer um "grande gesto" embaraçoso. Cam e Gloria se ajudam com seus rivais de trabalho. |          |                          |                      | |                         |        |      |
| 244 | 12       | "Dead on a Rival"        | Jason Winer          | Jeffrey Richman & Ryan Walls                                                                                  | 22 de janeiro de 2020   | BARG13 | 3.50 |
| Alex está procurando uma nova assistente para seu trabalho. Jay recomenda Margaret, sua assistente de longa data, a Alex. Alex a contrata, mas não gosta de sua atuação. Alex acaba demitindo Margaret, que admite que quer se aposentar, mas não quer que Jay se sinta abandonado. O antigo vizinho de Phil, um rico titã da tecnologia, vem visitá-lo e pergunta se ele gostaria de ir para o espaço com ele. Javier vai ao show solo de Manny e o convida para um cruzeiro ao redor do mundo de um ano. Jay concorda com Javier que Manny deve sair e aproveitar a vida, mas Gloria está preocupada que Javier seja uma má influência para Manny. Depois de ver o show de Manny e entender os efeitos de seu mimo a Manny, Gloria concorda que Manny deveria sair e aproveitar a vida com Javier. Mitchell e Cameron estão prestes a fazer uma venda relâmpago quando o proprietário anterior de sua casa aparece inesperadamente e anuncia que deseja morrer em sua antiga casa. Mitch e Cam tentam encorajá-lo a não desistir da vida, dizendo que há muito mais para experimentar. O antigo proprietário visita o ex-amigo que ainda mora no bairro e os dois brigam. |          |                          |                      | |                         |        |      |
| 245 | 13       | "Paris"                  | James Bagdonas       | Paul Corrigan & Brad Walsh                                                                                    | 12 de fevereiro de 2020 | BARG11 | 3.73 |
| Jay e sua família voam para Paris porque Manny disse a Jay que ele estava recebendo um prêmio por seu negócio de armários em uma exposição internacional. Infelizmente, na realidade Jay não ganhou, mas deveria reivindicar o prêmio em nome de Earl (um mal-entendido resultante da capacidade limitada de Manny de entender francês). Gloria e Manny tentam esconder a notícia de Jay, mas ele descobre. Claire garante a Jay que sua família tem orgulho dele, com prêmio ou não. Phil surpreende Claire ao aparecer em Paris após alegar ter um conflito de trabalho, mas é surpreendido por Guy, um homem com quem Claire prometeu se encontrar em Paris depois que eles namoraram enquanto ela estudava em Paris há 30 anos. Phil está com ciúmes do relacionamento anterior de Guy com Claire, mas acaba se dando bem com Guy depois de descobrir que eles compartilham um interesse por mágica e robôs - o que deixa Claire com ciúmes. Mitchell tenta se passar por um francês com um novo guarda-roupa e atitudes. Cam se apresenta como Fizbo nas ruas de Paris, mas tem um encontro com outro "Fizbeau".                                                       |          |                          |                      | |                         |        |      |
| 246 | 14       | "Spuds"                  | Beth McCarthy-Miller | Vali Chandrasekaran & Stephen Lloyd                                                                           | 19 de fevereiro de 2020 | BARG14 | 3.28 |
| Phil e Claire levam Haley e Dylan para jantar para tranquilizá-los de que não são maus pais. Enquanto saem para jantar, eles encontram Mitch e Cam que estão acompanhando o primeiro encontro de Lily, bem como Jay e Gloria depois de assistir à peça de Joe na escola. |          |                          |                      | |                         |        |      |
| 247 | 15       | "Baby Steps"             | Trey Clinesmith      | História por : Abraham Higginbotham & Jon Pollack Roteiro por : Steven Levitan & Morgan Murphy                | 18 de março de 2020     | BARG15 | 4.33 |
| Claire se prepara para sua entrevista online para um emprego em uma empresa de organização. Enquanto isso, Phil liga para Jay para consertar o degrau quebrado em que Luke se machucou. Claire sobe as escadas e fica com a perna presa no degrau. Jay e Phil tentam trazer sua prateleira de organização para Claire para aumentar sua confiança durante a entrevista. A entrevista dá errado e Claire decide falar sobre como realmente se sente em relação ao trabalho, o que acaba conseguindo. Alex participa do evento Caltech. Haley precisa de um cientista experiente para Nerp, então ela vai ao evento. Os alunos de Arvin começam a dizer a Alex que sua empresa tem ideias horríveis com tecnologia. Alex e Haley se encontram com Arvin, que explica que Alex seria "perfeita" para sua nova ideia de tecnologia. Mitchell e Cameron tentam decidir o que fazer com a agência de adoção. Eles decidem pedir algum conselho a Gloria. Gloria está muito focada na visitação da casa para ajudar Mitch e Cam. Gloria acaba dando um tour pela casa de Mitch e Cam, e eles espontaneamente decidem comprá-la e adotar o bebê.                                    |          |                          |                      | |                         |        |      |
| 248 | 16       | "I'm Going to Miss This" | Fred Savage          | Jack Burditt & Danny Zuker                                                                                    | 1 de abril de 2020      | BARG16 | 4.33 |
| Mitch, Cam e Lily se mudam para sua nova casa, mas Mitch luta para se ajustar. Gloria o encoraja a literalmente dizer adeus à velha casa. As ansiedades de Mitch e Cam voltam quando eles descobrem que seu novo bebê nasceu cedo, antes que Lily os ajude a perceber que estão prontos para receber seu filho. Haley, Alex e Luke tentam freneticamente limpar a casa depois de uma festa na casa dos Dunphy, sem que Claire e Phil descubram. Durante a festa de Páscoa, Phil e Claire lutam com sua nova identidade como avós, mas acabam percebendo que suas habilidades parentais ainda são necessárias. Jay e Manny debatem sobre quem tem mais paixão por vinho. |          |                          |                      | |                         |        |      |
| 249 | 17       | "Finale (Part 1)"        | Steven Levitan       | Steven Levitan, Abraham Higginbotham, Jeffrey Richman, Stephen Lloyd, Jon Pollack, Morgan Murphy & Ryan Walls | 8 de abril de 2020      | BARG17 | 7.37 |
| Phil e Claire decidem que querem que um de seus filhos se mude porque a casa tem muitas pessoas morando nela, e Phil e Claire estão morando no trailer, o que eles não gostam. Mitch e Cam chamam seu filho de Rexford, por causa da rua onde fica a casa. Cam recebe a oferta de trabalho que queria no Missouri. Ele vê como Mitch está gostando da nova casa e do bebê, o que significa que seria mais difícil dizer a ele. Cam finalmente conta a ele na frente de sua família e amigos na festa de inauguração. Mitch, sendo colocado no local, concordou em apoiar Cam e se mudar. Quando Phil e Claire estão prestes a contar às crianças que eles não querem que ninguém mais saia de casa, eles descobrem que Haley, Dylan e os gêmeos estão se mudando para a antiga casa de Mitch e Cam, o trabalho de Alex foi transferido para a Suíça e Luke foi aceito na Universidade de Oregon. Gloria percebe Jay em vários momentos de autoisolamento, levando-a a se preocupar com ele. É revelado que ele está tentando aprender espanhol para impressioná-la e então ele poderia ir para a Colômbia com ela e Joe durante o verão.                                    |          |                          |                      | |                         |        |      |
| 250 | 18       | "Finale (Part 2)"        | Gail Mancuso         | Christopher Lloyd, Paul Corrigan, Brad Walsh, Danny Zuker, Elaine Ko, Vali Chandrasekaran & Jack Burditt      | 8 de abril de 2020      | BARG18 | 7.37 |
| Enquanto a família se reúne para se despedir de Mitch, Cam, Lily e Rexford, o voo é adiado várias vezes até as 21h. Durante este tempo, Claire e Mitch roubaram seu troféu de patinação artística que Jay e DeDe doaram para a associação de patinação artística porque Claire e Mitch estavam brigando para ver quem deveria ficar com ele. Cam entrega uma carta a Gloria e diz a ela para expressar seus sentimentos em um cartão. Haley e Alex procuram incomodar Luke uma última vez, refilmando o vídeo que fizeram quando eram crianças. Haley e Alex queriam provar que eram capazes de cuidar de um cachorro, mostrando o que fariam com o cachorro, tendo Luke como cachorro. Antes que todos se separem, a família se encontra na casa de Phil e Claire e eles dão um grande abraço familiar. O episódio termina com uma narração de Jay apresentando todas as três casas enquanto as luzes se apagam. |          |                          |                      | |                         |        |      |
| Especial |          |                          |                      | |                         |        |      |
| Especial | Especial | "A Modern Farewell"      | Chris Wilcha         | - | 8 de abril de 2020      | -      | 6.64 |
| Em antecipação ao final da série, a ABC exibiu às 20h uma retrospectiva da série. O documentário de uma hora explora os 11 anos da série, desde a escrita e casting do piloto, até a leitura da roteiro final. Por meio de entrevistas exclusivas e reflexões com o elenco e a equipe, este documentário examina a história de origem do programa e o sucesso sem precedentes, e revisita muitos dos momentos hilários, calorosos e às vezes distorcidos dessa família moderna. A retrospectiva inclui as participações de Ed O'Neill, Sofia Vergara, Ty Burrell, Julie Bowen, Jesse Tyler Ferguson, Eric Stonestreet, Sarah Hyland, Ariel Winter, Nolan Gould, Rico Rodriguez, Aubrey Anderson-Emmons, Jeremy Maguire, Reid Ewing e Benjamin Bratt. |          |                          |                      | |                         |        |      |

## Produção

### Desenvolvimento
Modern Family foi renovada para a décima primeira e última temporada em 5 de fevereiro de 2019, pela ABC. Em 2017, com a série ainda na oitava temporada, quando perguntado sobre o futuro da série, Steven Levitan, co-criador do programa afirmou: "Acho que meu objetivo pessoal neste momento seria de 10 temporadas. Não sei se é atingível ou não. Acho que teremos que olhar para isso todos os anos, e se sentirmos que estamos ficando sem coisas para dizer, então será hora de tomar uma decisão difícil.", levando a crer que a décima temporada seria a final. A possibilidade de ser a temporada final se intensificou em janeiro de 2018, quando os criadores Levitan e Lloyd afirmaram que a décima temporada provavelmente seria o final da série, embora mais tarde em agosto de 2018, tenha sido relatado que a ABC estava em discussões para renovar a série para um potencial décima primeira e última temporada de 18 episódios. Christopher Lloyd disse que "Por 10 anos, nossos personagens enfrentaram bravamente pontos de inflexão na vida e passaram por eles para um grande enriquecimento pessoal", comentou o co-criador e produtor executivo em um comunicado, antes de acrescentar em tom de brincadeira: "Escolhemos um caminho diferente, fazendo mais uma temporada de Modern Family."

### Casting
Em 25 de outubro de 2019, foi anunciado que Courteney Cox e David Beckham seriam atores convidados em um episódio que iria ao ar em 2020. O anúncio dizia que no episódio, Cox - interpretando ela mesma - cruzaria o caminho dos Pritchett no torneio de boliche de celebridades. Cox está junto com Beckham no evento, e a dupla se vê "atraída para uma farsa em que a família envolve boliche, aulas de aerobacização dos anos 80, um terrível escorregador na piscina e três banheiras de hidromassagem lado a lado".

## Recepção

### Resposta da crítica
No site agregador de críticas Rotten Tomatoes, a temporada detém um índice de aprovação de 79% com uma classificação média de 7.70/10 com base em 14 avaliações. O consenso crítico do site diz: "Um adeus sincero que deixa a porta aberta, a temporada final de Modern Family é um tributo comovente ao programa e um adeus adequado para uma das famílias favoritas da TV."
O episódio final, "Finale", recebeu uma nota B + de Kyle Fowle do The A.V. Club, que disse que "há algo que é satisfatório em quão discreto ele é. O final não necessariamente busca emoções exageradas. Em vez disso, torna as coisas pessoais. É um final que se adapta à Modern Family em 2020; um programa que se estabeleceu na velhice... Este é um final que é ao mesmo tempo arrumado e inacabado, e que parece perfeito". O episódio foi elogiado por críticos e fãs, especialmente pelo humor na cena de patinação no gelo de Claire e Mitchell, a cena de karaokê de Mitchell e Cam e a última piada infantil dos Dunphy sobre Luke, com TV Fanatic dizendo, "um dos destaques do episódio foram as cenas entre Haley, Alex e Luke." Os críticos também elogiaram Gloria por finalmente deixar Manny ir, descrevendo a cena como um círculo completo dos arcos dos dois personagens. A mensagem do episódio de 'deixar uma luz acesa' também foi elogiada, com fãs e críticos expressando a natureza altamente emocional dessa nota final. Diane Gordon do TV Guide foi extremamente positiva, afirmando que "Como a maioria de seus melhores episódios, o Finale de Modern Family foi como um abraço caloroso". Ela prosseguiu dizendo que "A genialidade de Modern Family é que terminou como começou: com as famílias crescendo e mudando, enquanto mantêm seus laços estreitos e senso de humor. O programa que pareceu um abraço caloroso a cada semana encerrou sua corrida com um episódio bem elaborado que não parecia um adeus permanente, mas sim um 'até logo'. Não se pode deixar de pensar sobre onde essas famílias estarão em cinco anos. Vamos torcer para que possamos descobrir - é triste pensar que esta é a última vez que veremos esses personagens adoráveis."
Por outro lado, Ben Travers, do IndieWire, deu ao final um C+, afirmando que "O que o final de Modern Family prova é o que todos nós sabemos há anos: o programa deveria ter terminado anos atrás, quando era melhor equipado para amarrar todos esses subenredos, personagens e temas. Agora, ficamos com um final que não quer realmente ser um final. Talvez isso seja o suficiente (para) o público familiar casual, mas eu tenho que acreditar os espectadores modernos exigem mais."

### Audiência
| №     | Título                   | Exibição original       | Rating/share (18–49) | Audiência (em milhões) | DVR (18–49) | Audiência em DVR (milhões) | Total (18–49) | Audiência total (em milhões) |
| ----- | ------------------------ | ----------------------- | -------------------- | ---------------------- | ----------- | -------------------------- | ------------- | ---------------------------- |
| 1     | "New Kids on the Block"  | 25 de setembro de 2019  | 1.1/5                | 4.09                   | 1.1         | 3.14                       | 2.2           | 7.25                         |
| 2     | "Snapped"                | 2 de outubro de 2019    | 1.1/6                | 4.32                   | 1.0         | 2.57                       | 2.1           | 6.89                         |
| 3     | "Perfect Pairs"          | 9 de outubro de 2019    | 0.9/5                | 3.95                   | 0.9         | 2.54                       | 1.8           | 6.50                         |
| 4     | "Pool Party"             | 16 de outubro de 2019   | 1.0/5                | 4.21                   | 0.9         | 2.44                       | 1.9           | 6.65                         |
| 5     | "The Last Halloween"     | 30 de outubro de 2019   | 1.0/4                | 3.93                   | 1.0         | 2.77                       | 2.0           | 6.70                         |
| 6     | "A Game of Chicken"      | 6 de novembro de 2019   | 0.9/5                | 3.95                   | 0.9         | 2.57                       | 1.8           | 6.52                         |
| 7     | "The Last Thanksgiving"  | 20 de novembro de 2019  | 0.9/5                | 3.95                   | 0.9         | 2.69                       | 1.8           | 6.64                         |
| 8     | "Tree's A Crowd"         | 4 de dezembro de 2019   | 0.9/5                | 3.82                   | 0.8         | 2.48                       | 1.7           | 6.31                         |
| 9     | "The Last Christmas"     | 11 de dezembro de 2019  | 0.9/5                | 4.27                   | 0.8         | 2.38                       | 1.7           | 6.65                         |
| 10    | "The Prescott"           | 8 de janeiro de 2020    | 1.5/8                | 6.39                   | 0.8         | 2.46                       | 2.3           | 8.86                         |
| 11    | "Legacy"                 | 15 de janeiro de 2020   | 0.9/5                | 3.84                   | 0.9         | 2.70                       | 1.8           | 6.54                         |
| 12    | "Dead on a Rival"        | 22 de janeiro de 2020   | 0.8/4                | 3.50                   | 0.8         | 2.68                       | 1.6           | 6.19                         |
| 13    | "Paris"                  | 12 de fevereiro de 2020 | 0.9                  | 3.73                   | 0.7         | 2.42                       | 1.6           | 6.15                         |
| 14    | "Spuds"                  | 19 de fevereiro de 2020 | 0.7                  | 3.28                   | 0.8         | 2.53                       | 1.5           | 5.82                         |
| 15    | "Baby Steps"             | 18 de março de 2020     | 0.9                  | 4.33                   | 0.8         | 2.49                       | 1.7           | 6.81                         |
| 16    | "I'm Going to Miss This" | 1 de abril de 2020      | 1.0                  | 4.33                   | 0.8         | 2.74                       | 1.8           | 7.07                         |
| 17/18 | "Finale"                 | 8 de abril de 2020      | 1.6                  | 7.37                   | 0.7         | 2.80                       | 2.3           | 10.17                        |
| 19    | "A Modern Farewell"      | 8 de abril de 2020      | 1.3                  | 6.64                   | 0.3         | 1.29                       | 1.6           | 7.93                         |

### Prêmios e indicações
| Ano  | Prêmio                              | Categoria                                                                   | Nomeado(a) | Resulto  | Ref.          |
| ---- | ----------------------------------- | --------------------------------------------------------------------------- | --- | -------- | ------------- |
| 2020 | Primetime Creative Arts Emmy Awards | Melhor Mixagem de Som para Série de Comédia ou Drama (meia hora) e Animação | Stephen Tibbo, Srdjan Popovic, Brian R. Harman, Peter Bawiec e Dean Okrand pelo trabalho em "Finale (Part 1)" | Indicado | [ 61 ]        |
| 2020 | Primetime Creative Arts Emmy Awards | Melhor ator convidado em série de comédia                                   | Fred Willard                                                                                                  | Indicado | [ 61 ]        |
| 2020 | Primetime Emmy Awards               | Melhor Direção em Série de Comédia                                          | Gail Mancuso, pelo episódio "Finale (Part 2)"                                                                 | Indicado | [ 62 ]        |
| 2020 | Kids' Choice Awards                 | Programa de TV familiar favorito                                            | Modern Family                                                                                                 | Indicado | [ 63 ] [ 64 ] |

## Lançamento em DVD
| Modern Family – The Eleventh and Final Season | | |                           |                           |                           |
| Detalhes do DVD | Detalhes do DVD | Detalhes do DVD | Características Especiais | Características Especiais | Características Especiais |
| - 18 episódios - 3 discos - Áudio em Inglês (Dolby Digital 5.1 Surround) - Hard of Hearing - Legendas: Inglês - Legendas: Inglês, francês e espanhol | - 18 episódios - 3 discos - Áudio em Inglês (Dolby Digital 5.1 Surround) - Hard of Hearing - Legendas: Inglês - Legendas: Inglês, francês e espanhol | - 18 episódios - 3 discos - Áudio em Inglês (Dolby Digital 5.1 Surround) - Hard of Hearing - Legendas: Inglês - Legendas: Inglês, francês e espanhol | - Não possui              | - Não possui              | - Não possui              |
| Datas de lançamento | | |                           |                           |                           |
| Região 1 | Região 1 | Região 2 | Região 2                  | Região 4                  | Região 4                  |
| 9 de junho de 2020 | 9 de junho de 2020 | 17 de fevereiro de 2021 | 17 de fevereiro de 2021   | 8 de dezembro de 2020     | 8 de dezembro de 2020     |